# 柯瑞·席格
柯瑞·德魯·席格（英語：Corey Drew Seager，1994年4月27日—），為美國職棒大聯盟的游擊手，目前效力於德州遊騎兵。他先前曾效力於洛杉磯道奇。

## 生平

### 早年
席格出生於北卡夏洛特。高中時期就讀於北卡坎納波利斯的Northwest Cabarrus High School，席格原先預計在畢業後進入南卡大學，後來與洛杉磯道奇簽約（2012年首輪第18順位，簽約金2,350,000美元），進入職棒系統。

## 職棒生涯
席格在2013年被升至高階1A，由於成績有所落差，他在季後前往亞利桑那秋季聯盟，持續棒球活動。2014年，席格被選入未來之星明星賽，之後提升至小聯盟2A，他持續高檔表現，38場出賽中有.345打擊率的成績。並入選《Baseball America》的小聯盟明星隊名單。此外，他與賈克·彼得森同為道奇系統的年度小聯盟球員。
2015年季初，席格受邀大聯盟春訓。大聯盟官方網站評價席格為排名第7的新秀球員，《Baseball America》則評為百大新秀第5。開季後，席格自2A起步，20場的出賽便有.375的打擊率，使他在5月1日被升至3A。5月28日的比賽，席格單場6次擊出安打。季末再次入選《Baseball America》小聯盟明星隊，同時亦是3A的年度球員。

### 洛杉磯道奇

#### 2015年球季
2015年9月3日，道奇將席格升上大聯盟，當天他有2支安打的表現，首安更是右外野方向的二壘安打。9月12日，在對陣亞利桑那響尾蛇的賽事中，四次打擊全部擊出安打，包括他的大聯盟首轟。9月21日，席格連續16場比賽上壘，打破了道奇隊史的新秀紀錄。季末結算，席格的成績極為傑出（打擊率.337，全壘打4，打點17），道奇在國聯分區系列賽中啟用他為先發游擊手，使席格成為道奇隊史最年輕的季後賽先發野手。

#### 2016年球季
席格在2016年球季的開幕戰中擔任先發游擊手，是1944年以來的隊史最年輕紀錄。6月3日，單場三次擊出全壘打，被選為6月的最佳新秀，並入選國聯明星隊。他參與了全明星週的全壘打大賽，在第一輪擊出15支全壘打，未能晉級，但其成績已是道奇隊史次佳。
8月6日，席格擊出賽季的第31支二壘安打，打破了道奇隊史的新秀紀錄。8月27日，在比賽第一局面對芝加哥小熊的Jason Hammel擊出全壘打，這不只是本季個人的第23支全壘打，也因此打破了高懸86年游擊手單季最多轟的隊史紀錄。9月17日，突破了道奇隊史的新秀年安打紀錄。9月20日，擊出賽季第40支二壘安打。季末，席格獲得國聯最佳新人獎殊榮，並被《Baseball America》等多家媒體選為年度最佳新秀。
在國聯分區系列賽第1場比賽，席格擊出首打席全壘打，成為道奇隊史季後賽全壘打的最年輕新秀。
席格獲得球季後的銀棒獎肯定，是道奇隊史第三位新秀獲獎者，此外也囊括了所有新人王選票，成為年度國聯新秀。

#### 2017年球季
6月20日，席格單場擊出3支全壘打，生涯第二次。他連續第二年入選明星賽，9月時受到手肘傷勢困擾而影響表現，季末仍獲得銀棒獎。
在國聯分區系列賽當中，席格遭遇了背部的運動傷害，使他錯過了國聯冠軍系列賽，不過在之後的世界大賽中重新被登錄。在整個世界大賽系列，席格擊出了6支安打（包括2支長打），但道奇在最終戰負於休士頓太空人，與冠軍失之交臂。

#### 2018年球季
4月30日，席格被發現右肘的尺骨附屬韌帶受損，必須接受重建手術，整個球季都將無法出賽。

#### 2019年球季
席格在季前與道奇球團達成了一年4,000,000美元的薪資協議，避免了新人仲裁程序。他在6月11日的比賽中遭遇了左腿後腱的扭傷，進入傷兵名單（受傷前，他在最近的37個打席中繳出.459打擊率）。
7月10日，席格回到先發名單，擔任首棒打者。季末結算，席格在缺席一個月的情形下仍然有44支二壘安打，刷新了個人紀錄。

#### 2020年球季
季前，席格再次與道奇球團達成薪資協議，其薪資調整為一年7,600,000美元。在縮水賽季中，席格在打擊率、長打率、安打、二壘打、打點等項目皆是道奇打者最佳；對此，他則認為保持健康就是最大的秘訣。這點也顯示在他的擊球初速上：Statcast顯示席格的平均擊球初速達到93.2英哩，生涯最佳。

#### 2021年球季
該年他和道奇簽下1年1375萬美元的合約。5月15日，他因為被觸身球擊中右手而進入傷兵名單。9月26日，他敲出生涯百轟。該年他的打擊率為3成06，並敲出16轟與57分打點。季後賽方面，他在分區賽敲出5支安打、國聯冠軍賽敲出4支安打。

### 德州遊騎兵
2021年11月29日，遊騎兵以10年3.25億美元的合約簽下席格。

## 生涯成績

### 打擊
|           |           |     |      |      |     |      |     |    |     |      |     |    |   |   |    |     |    |    |     |    |      |      |      | OPS   |
| --------- | --------- | --- | ---- | ---- | --- | ---- | --- | -- | --- | ---- | --- | -- | - | - | -- | --- | -- | -- | --- | -- | ---- | ---- | ---- | ----- |
| 2015      | LAD       | 27  | 113  | 98   | 17  | 33   | 8   | 1  | 4   | 55   | 17  | 2  | 0 | 0 | 0  | 14  | 1  | 1  | 19  | 2  | .337 | .425 | .561 | .986  |
| 2016      | LAD       | 157 | 687  | 627  | 105 | 193  | 40  | 5  | 26  | 321  | 72  | 3  | 3 | 0 | 2  | 54  | 5  | 4  | 133 | 12 | .308 | .365 | .512 | .877  |
| 2017      | LAD       | 145 | 613  | 539  | 85  | 159  | 33  | 0  | 22  | 258  | 77  | 4  | 2 | 0 | 3  | 67  | 5  | 4  | 131 | 14 | .295 | .375 | .479 | .854  |
| 2018      | LAD       | 26  | 115  | 101  | 13  | 27   | 5   | 1  | 2   | 40   | 13  | 0  | 0 | 0 | 1  | 11  | 1  | 2  | 17  | 2  | .267 | .348 | .396 | .744  |
| 2019      | LAD       | 134 | 541  | 489  | 82  | 133  | 44  | 1  | 19  | 236  | 87  | 1  | 0 | 0 | 4  | 44  | 3  | 4  | 98  | 8  | .272 | .335 | .483 | .817  |
| 2020      | LAD       | 52  | 232  | 212  | 38  | 65   | 12  | 1  | 15  | 124  | 41  | 1  | 0 | 0 | 2  | 17  | 0  | 1  | 37  | 8  | .307 | .358 | .585 | .943  |
| 2021      | LAD       | 95  | 409  | 353  | 54  | 108  | 22  | 3  | 16  | 184  | 57  | 1  | 1 | 0 | 3  | 48  | 2  | 5  | 66  | 8  | .306 | .394 | .521 | .915  |
| 2022      | TEX       | 151 | 663  | 593  | 91  | 145  | 24  | 1  | 33  | 270  | 83  | 3  | 0 | 0 | 5  | 58  | 7  | 7  | 103 | 14 | .245 | .317 | .455 | .772  |
| 2023      | TEX       | 119 | 536  | 477  | 88  | 156  | 42  | 0  | 33  | 297  | 96  | 2  | 1 | 0 | 6  | 49  | 9  | 4  | 88  | 9  | .327 | .390 | .623 | 1.013 |
| 通算：9年 | 通算：9年 | 906 | 3909 | 3489 | 573 | 1019 | 230 | 13 | 170 | 1785 | 543 | 17 | 7 | 0 | 26 | 362 | 33 | 32 | 692 | 77 | .292 | .361 | .512 | .873  |

## 獲獎與榮譽
世界大賽MVP×2(2020,2023)

## 個人生活
柯瑞·席格是傑夫（Jeff）與喬蒂（Jody）之子，是家中三子。三兄弟都從事棒球運動，大哥凱爾是大聯盟著名三壘手（效力於西雅圖水手），二哥賈斯汀曾在2013年大聯盟選秀會當中被選中。

## 軼事
- 席格自小就是洋基球迷，其理型是德瑞克·基特[48]。
- 柯瑞·席格與凱爾·席格是大聯盟歷史上第一對各自擁有單季25轟成績的兄弟檔[49]（2016年）。
- 2020年8月17日，柯瑞·席格與凱爾·席格第一次在大聯盟球場上同場較勁，兩人都在比賽中擊出全壘打，是2001年以來再次有兄弟檔達成此一紀錄[f][50]。

## 外部連結
- 球員資訊和成績在MLB，ESPN，Baseball-Reference，Fangraphs，Baseball-Reference (Minors)（英文）
- 柯瑞·席格在台灣棒球維基館上的頁面（繁體中文）